# The Romantics (album)
Albums de The Romantics
National Breakout
(1980)
Singles
1. What I Like About You
Sortie : 1980
2. When I Look in Your Eyes
Sortie : 1980
3. Tell It to Carrie
Sortie : 1980

The Romantics est le premier album du groupe The Romantics sorti en 1980.

## Liste des titres
| No  | Titre                      | Durée |
| --- | -------------------------- | ----- |
| 1.  | When I Look in Your Eyes   | 3:02  |
| 2.  | Tell It to Carrie          | 3:23  |
| 3.  | First in Line              | 2:38  |
| 4.  | Keep in Touch              | 3:42  |
| 5.  | Girl Next Door             | 4:41  |
| 6.  | What I Like About You (en) | 2:55  |
| 7.  | She's Got Everything       | 2:35  |
| 8.  | Till I See You Again       | 3:53  |
| 9.  | Hung on You                | 3:26  |
| 10. | Little White Lies          | 2:39  |
| 11. | Gimme One More Chance      | 4:28  |

## Musiciens
- Wally Palmar - Guitare, chants
- Mike Skill - Guitare, chants
- Rich Cole - Basse, chants
- Jimmy Marinos - Batterie, percussions, chants

## Classements

### Charts -The Romantics
| Pays                       | Position | Première entrée |
| -------------------------- | -------- | --------------- |
| États-Unis (Billboard 200) | 61       | 1980            |